# Lautrer Advent

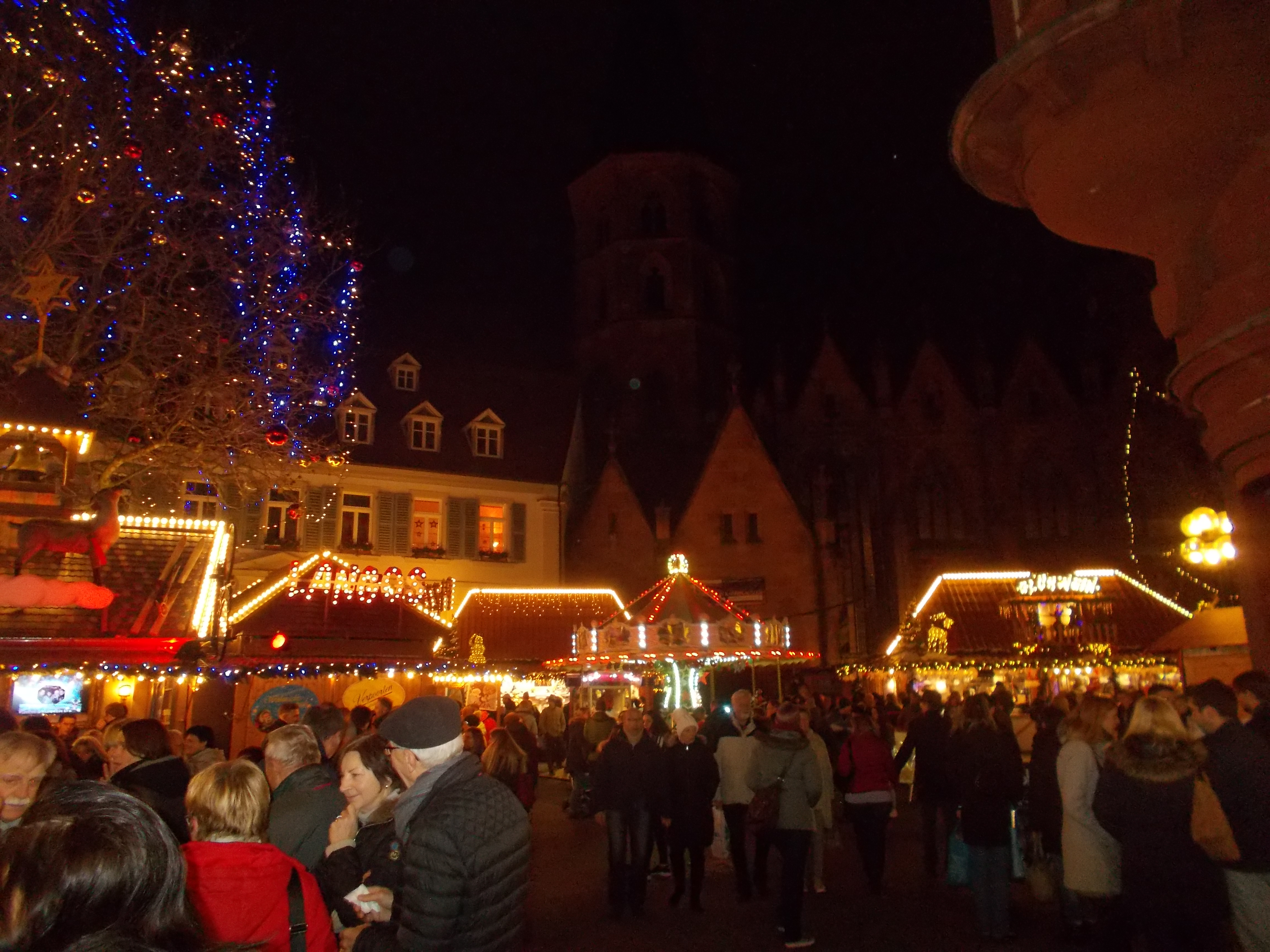
Lautrer Advent 2016

Der Lautrer Advent ist ein zur Adventszeit stattfindender Weihnachtsmarkt in der Altstadt von Kaiserslautern. Dabei verteilen sich die Stände größtenteils rund um die Stiftskirche sowie auf dem Schillerplatz. Der Weihnachtsmarkt wird alljährlich am Montag nach Totensonntag vom Lautrer Christenkind eröffnet und dauert bis zum 23. Dezember an. Seit 2009 findet im Anschluss vom 27. Dezember bis Silvester der Silvestermarkt statt. Die Wahl des Christkindes sowie die Durchführung des Weihnachtsmarktes werden durch das Projektbüro für städtische Veranstaltung und Antenne Kaiserslautern durchgeführt. Sie findet nach Vorauswahl per Online-Voting statt. Die Kandidatinnen müssen zwischen 16 und 29 Jahre alt sein und einen Wohnsitz in der Stadt selbst oder im Landkreis Kaiserslautern haben. An der Durchführung des Weihnachtsmarktes und seiner Beleuchtung beteiligen sich zusätzlich noch die Werbegemeinschaft „Kaiser in Lautern“, örtliche Einzelhandels- und Gaststättenverbände sowie 170 weitere Paten.
Die Anfänge des Kaiserslauterer Weihnachtsmarktes reichen bis ins frühe 20. Jahrhundert zurück. Zunächst fand der Weihnachtsmarkt – damals noch „Christbaummarkt“ genannt – in der Zeit vor dem Ersten Weltkrieg auf dem Maxplatz statt. Der Maxplatz befand sich anstelle des Neuen Rathauses (heute Willy-Brandt-Platz genannt). Nachdem der Markt dort unwirtschaftlich zu werden schien, wurde er mehrfach verlagert, bis man sich für den heutigen Standort entschied.
Parallel zum Weihnachtsmarkt findet Anfang Dezember auch ein Kulturmarkt in der Fruchthalle statt, bei dem wechselnde Aussteller Produkte aus fernen Ländern präsentieren und verkaufen. Ein kleiner Weihnachtsmarkt findet am ersten Adventswochenende im Edith-Stein-Haus statt. Zudem wird zum Advent häufig auch eine Stadtführung über Weihnachtsbräuche mit dem Titel „Vun de Christäppelcher und vum Belzenickel“ angeboten.